# Конрад II (граф Люксембургу)
Конрад II (нім. Konrad II.; бл. 1106–1036) — 8-й граф Люксембургу в 1131—1136 роках. Останній представник Старшого Люксембурзького дому.

## Життєпис
Походив з династії Арденн-Люксембург (Старший Люксембурзький дім). Старший син Вільгельма I, графа Люксембургу, та Луїтгарди фон Нортгейм. Народився близько 1106 року, за іншими відомостями — 1110 року.
1131 року після смерті батька став графом Люксембурзьким. Про його діяльність відомо замало. 1134 року одружився з донькою графа Цютфена.
1136 року Конрад II раптово помер, не залишивши нащадків. Люксембург взяв у секвестр імператор Лотар II, який розглядав суперечку між графом Генріхом II де Гранпре (швагром померлого) та Генріхом Намюрським (стриєчним братом Конрада II). Зрештою оскільки останній був васалом імперії, то Лотар II передав графством Люксембург саме Генріху Намюрському.

## Родина
Дружина — Ірменгарда, донька Оттона II, графа Цютфена.
дітей не було